# نبرد فاریسکور (۱۲۵۰)
نبرد فاریسکور (انگلیسی: Battle of Fariskur)، نبردی است در سال ۱۲۵۰ بین نیروهای صلیبی به رهبری لوئی نهم و مسلمانان به رهبری المعظم توران‌شاه که با پیروزی مسلمانان و اسیر شدن لوئی همراه بود.

## حمله به قاهره

### مرگالصالح ایوب
صلیبیون و حتی مدافعان شهر با ترک خانواده‌شان در دمیاط، به کناره شرقی نیل منتقل شدند تا از طریق منصوره به سمت قاهره حرکت کنند. در این زمان الصالح ایوب در منصوره از دنیا رفت. مرگ وی در این اوضاع سخت، به علت عدم وجود فرد شایسته برای جانشینی سریع او در حکومت و در جنگ با صلیبیون خسارتی بزرگی محسوب می‌شد؛ ولی همسرش شجر الدر که به شرایط آشفته و ناآرام واقف بود، فوراً در صحنه حاضر شد. وی از ترس برهم خوردن اتحاد مسلمانان، مرگ همسرش را پنهان کرد. در همان زمان پیکی به نزد پسر بزرگش، المعظم توران‌شاه ــ تنها کسی که در قید حیات بود و در حصن کیفا به سر می‌برد ــ فرستاد و از وی درخواست کرد که سریعاً خود را به مصر رسانده و اداره حکومت را بر عهده بگیرد و تا رسیدن وی به مصر، شجره‌الدر با همکاری وزیر فخرالدین یوسف اداره امور را بر عهده گرفت و با وجود احتیاط‌های او در مخفی نگه‌داشتن مرگ الصالح ایوب، صلیبیون از وفات وی باخبر شدند؛ لذا از این فرصت برای وارد کردن ضرباتی محکم بر مسلمانان استفاده و خود را مهیا کردند؛ زیرا این حکومت ایوبی با این وضعیت خود، طولی نمی‌کشید که مضمحل می‌شد و بر این اساس بود که صلیبیون بر حمله به قاهره اصرار ورزیدند.

### شرایط پیش از جنگ

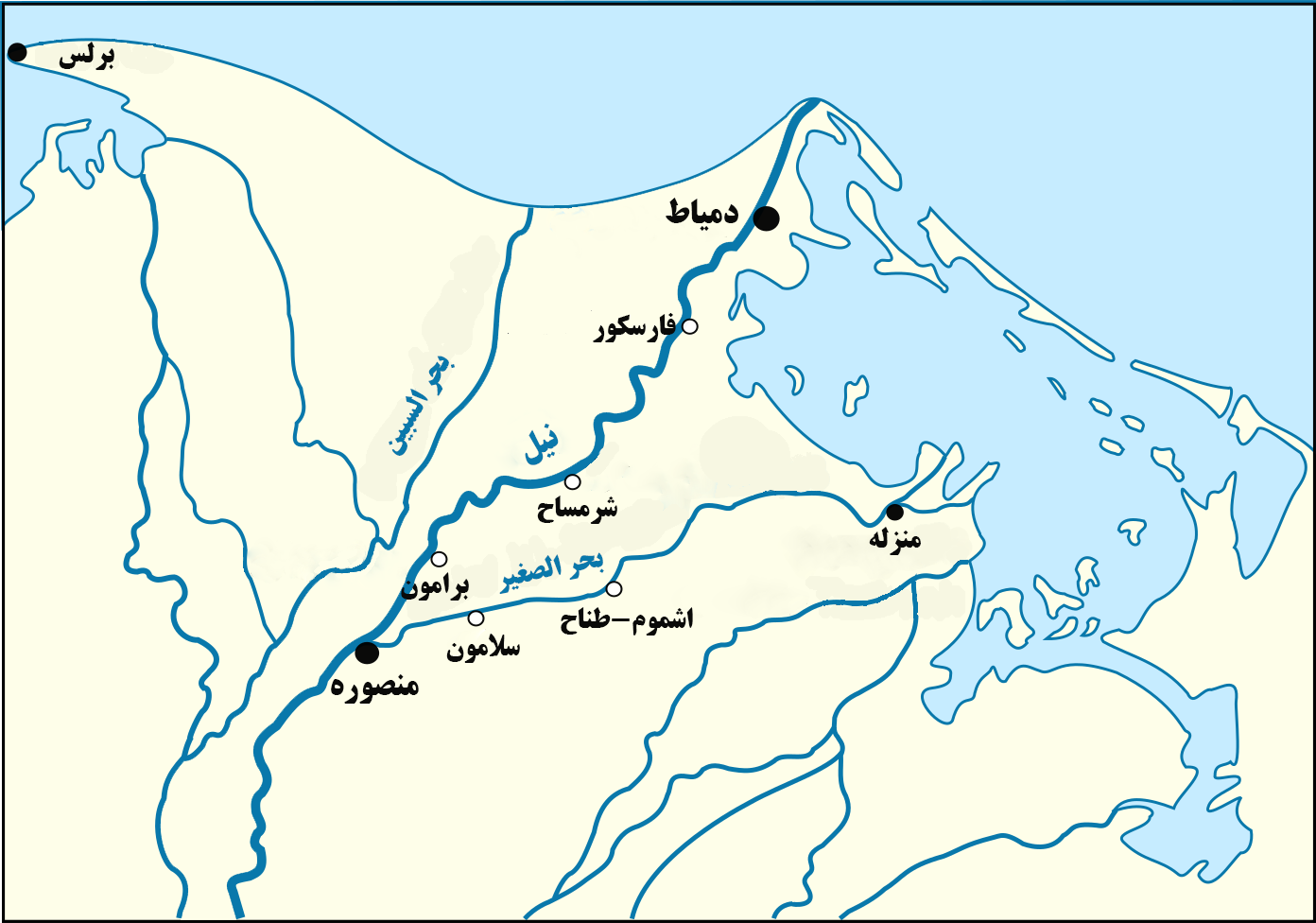
نقشه دلتالی نیل و موقعیت جغرافیایی منطقه میان دمیاط و منصوره

طبق گفته ژوانویل راهی که صلیبیون برای حرکت به سمت قاهره انتخاب کرده بودند، پر از آبراهه و قنات و شعبه‌های رودخانه نیل بود که بزرگ‌ترین آنها جزیره دمیاط یا دریای کوچک (به عربی: بحر الصغیر) بود و آن مثلثی بود که منصوره در رأس جنوب غربی آن، محلی که دریای أشموم از انشعابات دمیاط جدا می‌شد، قرار داشت و در واقع دریای أشموم مانعی در مسیر حرکت آنها بود. این شرایط موقعیت مناسبی برای امیر فخرالدین یوسف بود تا از این اوضاع طبیعی برای دشوار کردن حرکت صلیبیون استفاده کند؛ پس بیشتر قوای خود را در پشت جزیره دمیاط نگه داشت و عده‌ای سوارانش را فرستاد تا هنگام عبور از کنار هر قنات، در میان صفوف صلیبیون ناآرامی ایجاد کنند و آن‌گاه وی حمله‌های ناگهانی را بر ضد صلیبیون سازماندهی می‌کرد. با وجود حملات پراکنده نیروهای ایوبی، لوئی نهم باکندی و احتیاط جلو می‌رفت تا در ۱۴ رمضان دسامبر به برامون بین شرمساح و منصوره رسید. سپاه وی در کناره جزیره دمیاط در سمت منصوره گردهم آمدند و دریای أشموم بین آنها و مسلمانان جدایی انداخت.
لوئی نهم و سپاه صلیبی وقتی متوجه سختی شرایط شدند که تقریباً دیدند در این منطقه محاصره شده‌اند و نمی‌توانند به منصوره بروند و مسلمانان در کناره غربی رود، روبروی آنها قرار دارند؛ ولی اقدام سواران ایوبی در عبور از جزیره دمیاط برای حمله به باقیمانده سپاه صلیبی را، صلیبیون ناکام گذاشتند. در ۸ فوریه ۱۲۵۰، سپاه صلیبی توانست از دریای اشموم ار راه مخاضمه سلامون با کمک یکی از مسیحیان مصر عبور کنند. شوالیه‌های معبد به‌طور ناگهانی به لشکرگاه ایوبی حمله بردند. فخرالدین یوسف مدت زمانی را برای جمع کردن افراد نیاز داشت تا از حمله آنها جلوگیری کند ولی طولی نکشید که در کمینی که شوالیه‌های معبد برای وی درست کرده بودند، افتاد. مسلمانان به دو سوی راست و چپ پراکنده شدند و عده بسیاری از نیروهای ایوبی از جمله فخرالدین یوسف کشته شدند و عده‌ای دیگر نیز به منصوره گریختند.

### نبرد المنصوره

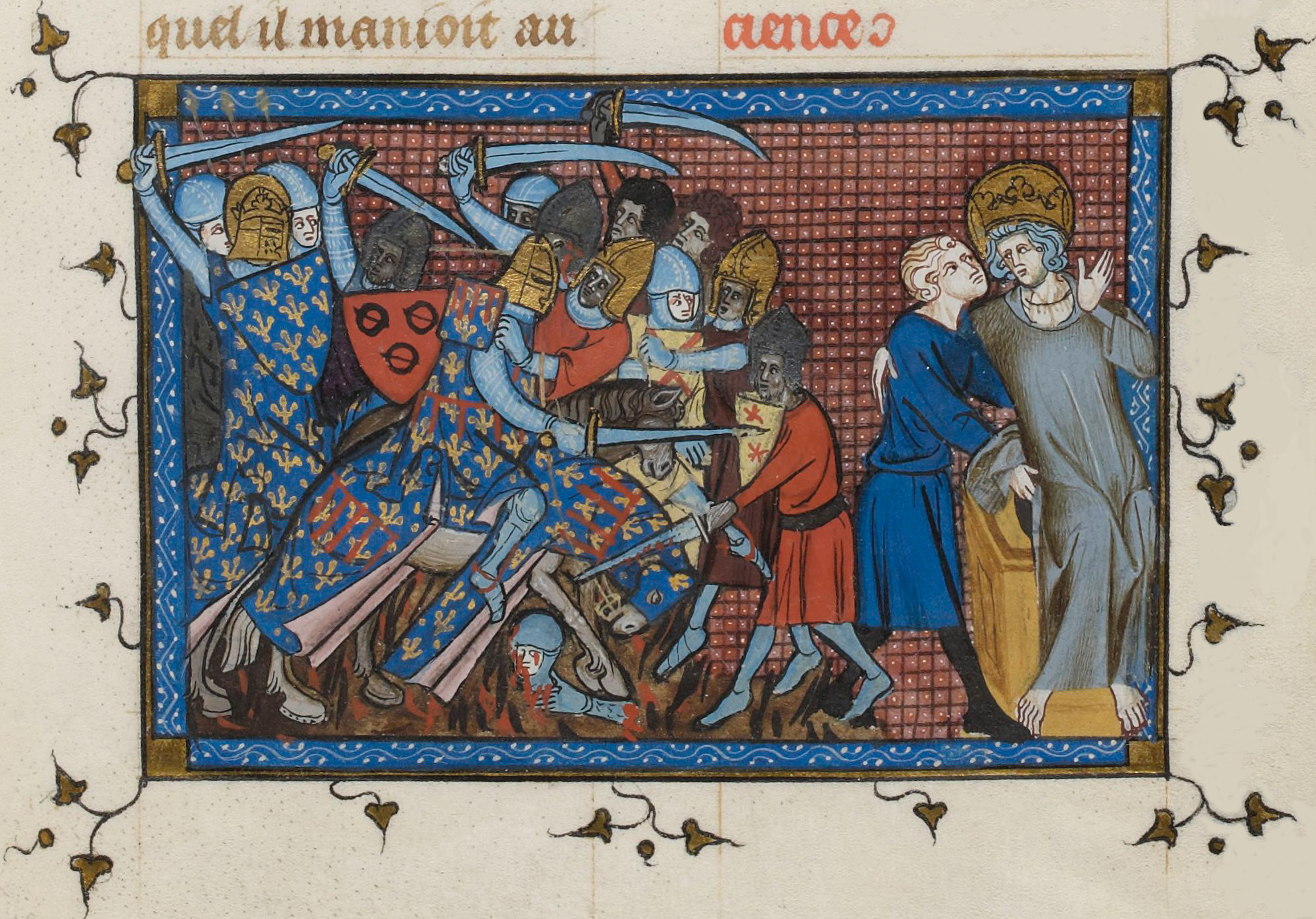
نگاره‌ای از نبرد المنصوره

با عقب‌نشینی نیروهای ایوبی به سمت دیوارهای شهر المنصوره، رابرت، کنت ارتوا، پس از گذر از گذرگاه سلامون بر اردوگاه ایوبیان مسلط شد؛ اما پس از این پیروزی به ناگاه به سمت المنصوره برای نابود کردن سپاه ایوبی حرکت کرد و با درخواست شوالیه‌های معبد مبنی بر آن که منتظر سپاه اصلی به رهبری لوئی نهم باشند و توصیه بعضی از آنها به رعایت احتیاط و پرهیز توجهی نکرد و برای حمله به سمت المنصوره شتاب نمود.
در این زمان رکن‌الدین بیبرس از فرماندهان مملوک سپاه ایوبی، در رأس سپاهی متشکل از ممالیک صالحی، فرماندهی دفاع از شهر المنصوره را بر عهده گرفت. وی سپاهش را در تقاطع راه‌ها مستقر کرد و با سواره‌نظام صلیبی که به سمت شهر حمله برده بودند، با باز گذاشتن دروازه‌های شهر رها نمود تا وارد شهر شوند و به دیوار قلعه المنصوره برسند. سپس بیبرس به همراه نیروهایش از راه‌های فرعی به سواره‌نظام صلیبی یورش برد و در نتیجه، نیروهای صلیبی به سرعت محاصره و در دام افتادن؛ بدین‌ترتیب اکثر سواره‌نظام صلیبی در محاصره نیروهای ممالیک کشته شدند. این شکست سبب شد تا موقعیت نیروهای صلیبی در برابر ایوبیان که اکنون با کمک ممالیک قدرت یافته بودند، تضعیف شود.
لوئی که از تار و مار شدن سواره‌نظامش ناراحت بود، برای مقابله با نیروهای مملوک دست به آماده‌سازی نیروهایش برای مقابله با ممالیک زدو وی ابتدا دستور ساخت پلی از صنوبر بر روی مدخل جزیره دمیاط را صادر کرد تا بتواند همراه با سپاه خود از روی آن عبور کند و همچنین کمانداران خود را دور از نیل مستقر کرد تا هنگام عبور نیروهایش از پل، در صورت ضرورت از آنها مراقبت کند؛ اما نیروهای ممالیک موقعیت خود تا ۱۱ فوریه ترک نکردند. در این زمان ممالیک دست به حمله‌ای به سمت لشکرگاه صلیبی بردند که با مقاومت نیروهای صلیبی به فرماندهی لوئی عقب‌نشینی کردند و به المنصوره بازگشتند.

#### ورود توران‌شاه به صحنه نبرد و نبرد فاریسکور
با وود عقب‌راندن نیروهای ایوبی، صلیبیون در شرایط سختی قرار داشتند؛ آذوقه آنها کم شده بود و تعدادی از نیروهای خود در نبرد المنصوره و دفاع از لشکرگاه از دست داده بودند؛ همچنین بیماری‌های مختلف در اردوگاه آنها رواج پیدا کرده بود. با این حال لوئی به مدت ۸ هفته در اردوگاه خود در برابر شهر المنصوره منتظر ماند تا شاید به واسطه‌ای اخباری که به وی رسیده بود، کودتایی در مصر صورت گیرد تا بتواند از موقعیت مناسب حداکثر استفاده را ببرد.
توران‌شاه پس از آن که در راه عزیمت به مصر، در دمشق به عنوان سلطان برگزیده شد، در ۲۱ فوریه ۱۲۵۰، به المنصوره رسید. در همان زمان مرگ الصالح ایوب اعلام شد و شجره‌الدر اداره امور را به وی سپرد. توران‌شاه برای پیروزی کامل بر نیروهای صلیبی دست به طراحی نقشه‌ای زد که متضمن پیروزی آنها بر لوئی نهم بود. وی دستور داد تا مجموعه‌ای از کشتی‌های کوچک بسازند و آنها را به شاخه‌های مختلف نیل سفلی منتقل کنند و در آبراهه‌هایی که از آنها منشعب می‌شدند، مستقر شوند تا به کشتی‌های صلیبی حامل آذوقه حمله برند. با این کار ارتباط صلیبیون با دمیاط و مرکز تدارکات‌شان مسدود شد. طبق گفته مقریزی صلیبیون با این اقدام توران‌شاه، تعداد زیادی از کشتی‌های خود که شمار آنها به ۵۸ می‌رسید از دست دادند. بدین‌گونه امدادرسانی به صلیبیون به‌طور کامل قطع شد و وضعیت آنها دشوارتر از قبل شد و سرانجام با این اقدام در محاصره نیروهای ایوبی قرار گرفتند.>
لوئی با پی بردن به شرایط پیش آماده، دریافت که امکان حمله به سمت قاهره وجود ندارد لذا دستور بازگشت و عقب‌نشینی به سمت دمیاط را صادر نمود. نیروهای صلیبی تمامی چوب و الوارهایی که در اختیار داشت را به آتش کشیدند. همچنین مرکب‌های خود را از بین بردند تا بتوانند به سمت دمیاط فرار کنندو لوئی در این زمان دریافت که عقب‌نشینی به سمت دمیاط راحت نخواهد بود چرا که نیروهای ایوبی و ممالیک به تعقیب آنها خواهند آمد؛ لذا پیش از آغاز عملیات عقب‌نشینی، به مذاکره با توران‌شاه توسل کرد؛ بر این اساس پیشنهاد داد که دمیاط را در مقابل به دست آوردن اورشلیم ترک کند اما به واسطه وضعیت و موقعیت ضعیف‌تر وی نسبت به توران‌شاه، سلطان ایوبی پیشنهاد وی را رد کرد.>
در بامداد آوریل ۱۲۵۰ عقب‌نشینی صلیبیون آغاز شد. اما در حین فرار مهندسان صلیبی فراموش کردند پلی را که برای گذر از نهر کوچک ساخته بودند، خراب کنند؛ لذا طولی نکشید که ممالیک به دنبال سپاه صلیبی از پل گذشتند و عملیات تعقیبی منظم را اجرا کردند و از از سو به سمت آنها حمله بردند. با وجود حملات صلیبیون، صلیبیون توانستند با مقاومت به شرمساح واقع ذر میانه راه المنصوره و دمیاط برسند ولی در آنجا لوئی بیمار شد و ممالیک موفق شدند نیروهای صلیبی را محاصره و در فارسکور از همه سو به نیروهای صلیبی حمله کنند. لوئی بیمار نتوانست در برابر نیروهای ایوبی پایداری کند و سرانجام پس از محاصره نیروهایش، از نیروای ایوبی شکست سختی خود و تقریباً تمامی نیروهایش کشته، مجروح یا اسیر شدند. خود لوئی نیز پس از شکست اسیر شد و در میان اسرا به المنصوره منتقل و طبق گفته مقریزی و نویری در خانه ابراهیم بن لقمان حبس شد. بدین ترتیب جنگ هفتم صلیبی که با تدارکات عظیمی از جانب جهان مسیحیت لاتینی آغاز شده بود، با شکست سخت نیروهای صلیبی به پایان رسید.>

## اسارت لوئی نهم

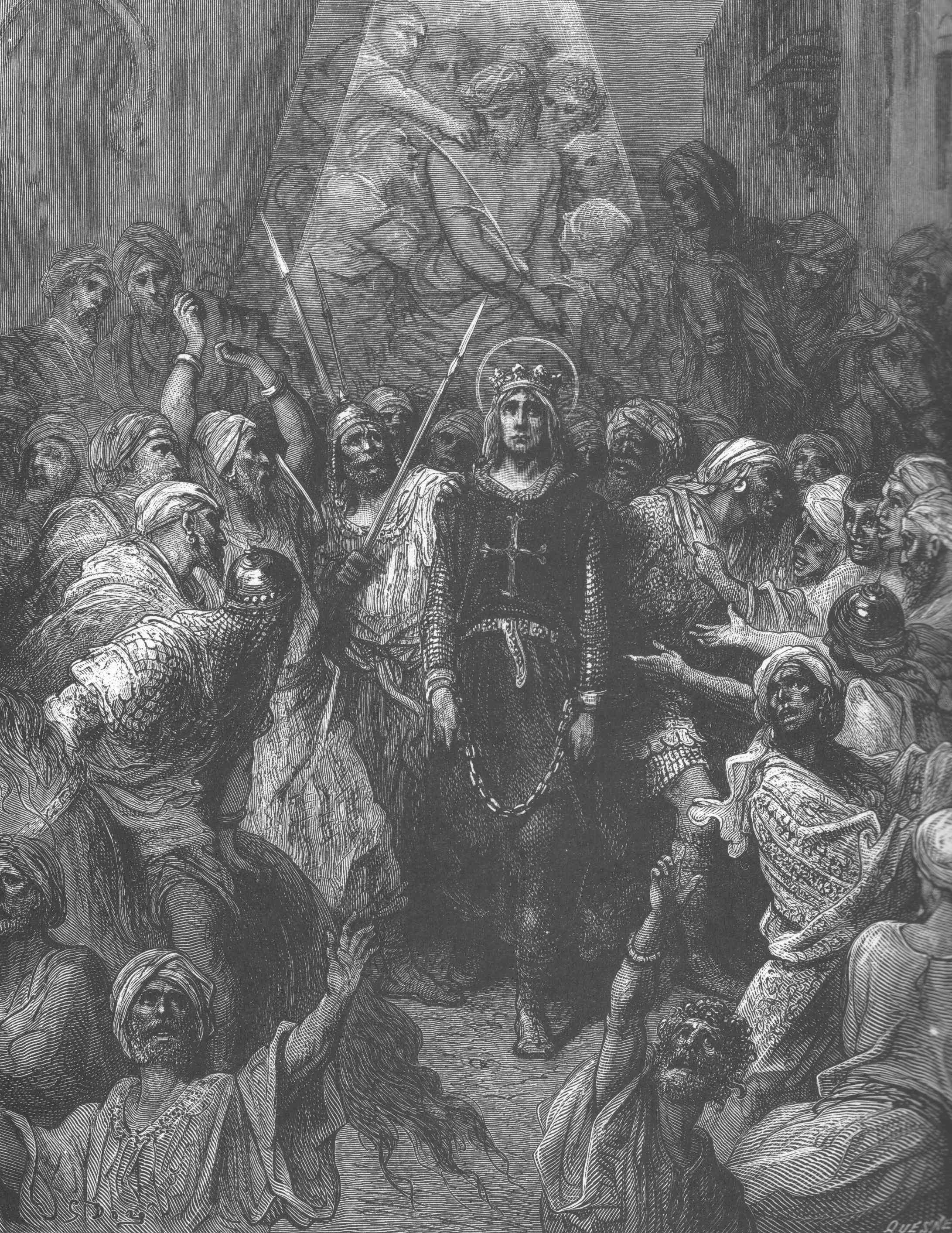
لوئی نهم در اسارت، اثر گوستاو دوره

پس از شکست لوئی از نیروهای مسلمان، مسلمانان تمام تمرکز خود را نه تنها به دمیاط بلکه به تمامی اراضی صلیبیون در شام و اراضی مقدس کردند. بدین ترتیب سعی بر اسفاده از اسارت لوئی برای بازپس‌گیری مناطق اراضی مقدس کردند اما وی اظهار داشت که این مناطق تحت حاکمیت وی نیست بلکه در اختیار کنراد پسر فریدریش دوم، امپراتوری مقدس روم است. با این حال توران‌شاه به تلاش‌های خود ادامه داد تا لوئی را به پذیرش این درخواست وادارد اما با پافشاری و مخالفت لوئی مواجه می‌شد که وی قدرتی در واگذاری مناطق ندارد. بدین ترتیب بعد از تلاش نافرجام توران‌شاه برای بازپس‌گیری مناطق با استفاده از لوئی، وی تصمیم گرفت که به اراضی تحت حاکمیت صلیبیون حمله برد؛ و سرانجام پادشاه فرانسه را به شرایط صلحی واداشت:
- در ازای آزادی لوئی، وی باید مبلغ ۵۰۰ هزار لیر تورناوی (معادل ۱ میلیون بیزنته) به ایوبیان بپردازد؛
- اکثر اسرای مسلمان در اختیار صلیبیون آزاد شوند؛
- بازپس دادن دمیاط به سلطان ایوبی؛
- و نهایت این قرارداد صلح به مدت ۱۰ سال برقرار بماند.

سرانجام لوئی نهم با پذیرفتن این شرایط تحمیل شده، به محترم شمردن این قرارداد سوگند خورد. با این حال لوئی همچنان تا زمان پرداخت مبلغ فدیه خود، در اسارت سلطان ایوبی در المنصوره باقی ماند.

## پس از جنگ

### لوئی نهم پس از جنگ صلیبی هفتم

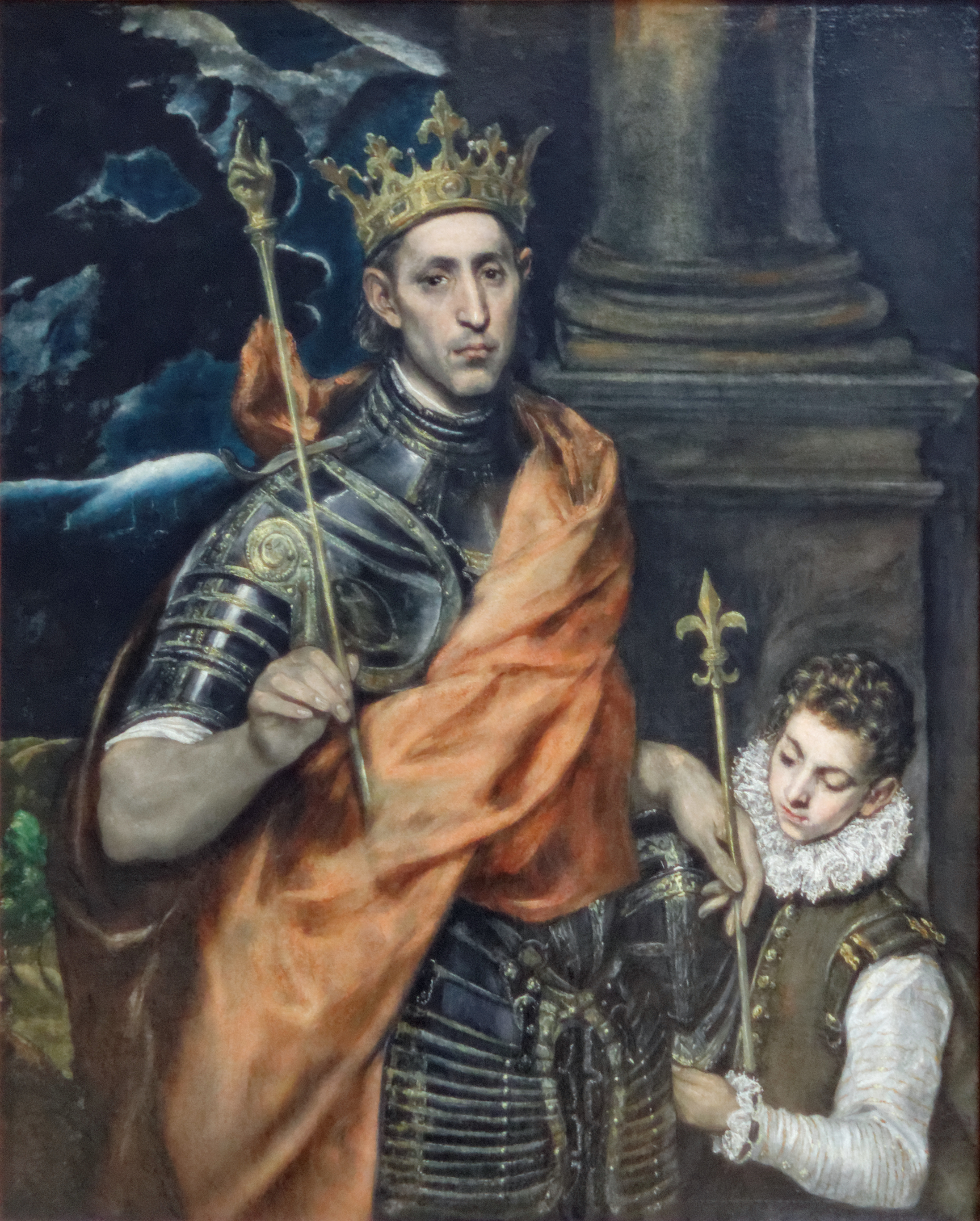
نگاره‌ای از لوئی نهم

پس از آزاد شدن لوئی، وی به عکا مقر نیروهای صلیبی بازگشت تا ضمن کمک به صلیبیون برای بازسازی مواضع دفاعی‌شان، منتظر فرصتی دوباره برای تدارک حمله‌ای دیگر به مسلمانان شود. وی ۴ سال در عکا، قیصریه و یافا ماند اما به‌علت بحران‌های فرانسه در بهار ۱۲۵۴ به پاریس بازگشت. در همین زمان بحران میان ممالیک و ایوبیان شام بر سر مالکیت مصر شدت گرفته بود که این باعث می‌شد تا یکی از طرفین درگیر با صلیبیون وارد گفتگو و مذاکره شده و گاه نیازهای پادشاه فرانسه را تأمین کند. اما درخواست مستعصم، آخرین خلیفه عباسی بغداد، از دو دولت ایوبیان و ممالیک مبنی بر صلح و آشتی با یکدیگر، لوئی را از بهره‌بردن از اختلافات آنها ناامید کرد و حتی همکاری وی با نزاریان شام و مغولان برای همکاری با صلیبیون برای شکست مسلمانان نیز در ابتدا مؤثر واقع نشد؛ بنابراین وی بدون دستاورد خاصی به سمت فرانسه بازگشت. با این حال وی قصد داشت پس از آرام کردن اوضاع داخلی فرانسه، دوباره به سمت شرق و اراضی مقدس حرکت کند تا کار نیمه‌تمام خود را به پایان برساند، اما به دلایلی از حرکت به سمت شرق منصرف شد و به هدف جدیدی که تونس بود، لشکرکشی کرد.
پس از آزاد شدن لوئی از بند ایوبیان، وی برای جبران شکست خود در جنگ هفتم خود را مهیا جنگی جدید علیه مسلمانان در شرق می‌کرد. بیبرس که در این زمان سلطان ممالیک در مصر بود، با آگاهی از تصمیم وی، اقداماتی نظیر محافظت از مصب نیل و گسترش و تقویت باروهای شهرهای بندری مصر و غیره انجام داد و منتظر حمله لوئی به مصر شد. اما لوئی که پیشتر قصد حمله به اراضی مقدس از مسیر مصر را داشت، به دلایلی از این کار منصرف و به سمت تونس که در دستان دولت حفصی بود، حرکت کرد.

### شرایط شرق
با کشته شدن توران‌شاه، سلطان ایوبی، و برافتادن دولت ایوبیان در مصر به دست ممالیک، در این قلمرو دولت جدید و قدرتی توسط ممالیک بحری ــ که از فرماندهان و جنگاوران ترک بودند که نخست در جزء نیروهای پیشتاز صلاح‌الدین ایوبی قرار داشتند و سپس طی دوره‌های بعد به مراتب بالاتر سیاسی رسیدند ــ به رهبری شجر الدر در سال ۱۲۵۰ ظهور و شکل گرفت. با این حال پس از جنگ صلیبی هفتم، دول اسلامی درگیر دشمنی دیگر به‌نام امپراتوری مغول به رهبری هولاکوخان از جانب شرق شدند که پس از برانداختن خلافت عباسی در بغداد، به سمت غرب در حال پیشروی بود. اما ممالیک به رهبری سیف‌الدین قطز، توانستند مغولان را که تا آن زمان در عراق و شام شکست نخورده بودند، در نبرد عین‌جالوت شکست دهند و شرایط مناسبی برای برقراری قدرت بزرگ در مصر و شام ایجاد کنند که این اتفاق در دوره سلطان بعدی یعنی بیبرس رخ داد. وی پس از فارغ شدن از اختلافات میان ممالیک بحری و ممالیک معزی، جنگ فراگیری را علیه صلیبیون __ که در این زمان با مغولان در برابر ممالیک همکاری می‌کردند و حتی اجازهٔ ورود آنها را به قلعه‌های خود می‌دادند ــ در اراضی مقدس آغاز کرد. با این حال پس از چند جنگ با ایزابلا، حاکم بیروت صلح کرد تا تمرکز خود را معطوف به مسائل شمال آفریقا بکند.
بیبرس بین سال‌های ۱۲۶۳ و ۱۲۶۸ به دولت‌های صلیبی شام که تحت الحمایه مغولان بودند، یورش بود. وی شوالیه‌های مهمان‌نواز و شوالیه‌های معبد را شکست داد و ارسوف، حیفا و برخی مناطق دیگر را در سال ۱۲۶۵ تصرف کرد. در سال بعد به پادشاهی ارمنی کیلیکیه یورش برد و شهرهای طرسوس، آدانا و موپسوئست را غارت کرد. سپس در سال ۱۲۶۷ عکا و در سال ۱۲۶۸ انطاکیه و یافا را تصرف کرد. به این ترتیب شاهزاده‌نشین انطاکیه منقرض گردید. در این زمان بیبرس متوجه تحرکات لوئی برای آغاز یک جنگ صلیبی دیگر شد. پس از یک سال متارکه جنگ با هیو سوم، پادشاه اورشلیم، به مصر بازگشت.

### جنگ صلیبی هشتم
در پی سقوط انطاکیه و دیگر شهرهای شام و انقراض شاهزاده‌نشین انطاکیه به دست ممالیک مصر، پاپ کلمنت چهارم برای حفظ آخرین بقایای قلمرو صلیبیون در شام اقدام به فراخوان جنگ صلیبی دیگری کرد. لوئی نهم که همچنان پس از گذشت چهارده‌سال از بازگشتش به فرانسه به دلیل شکست و اسارتش در مصر، به فکر انتقام از مسلمانان و به ویژه مصریان بود، بر آن شد تا یک حمله جدید صلیبی به مشرق زمین تدارک ببیند. وی‌از پاپ خواست تا شاهان و امیران اروپا را به شرکت در یک حمله جدید صلیبی فراخواند. در پی فراخوان پاپ، برخلاف لوئی که شور و اشتیاق بسیاری برای تدارک و شرکت در این جنگ داشت، بیشتر پادشاهان و فرمانروایان اروپایی کوچک‌ترین تمایلی به حضور یا مشارکت در این حمله از خود نشان ندادند. سپس، لوئی که از کمک دیگران ناامید شده بود، بر آن‌شد تا به تنهایی و با بهره‌گیری از تسهیلات و حمایت کلیسا و پاپ دست به حمله بزند.
لوئی نهم، در ۱۲۷۰ پاریس را به قصد بندر ایگوس-مورتس واقع در جنوب فرانسه، که محل تجمع نیروها بود، ترک کرد. پس از سه ماه انتظار در ایگوس-مورتس، بندر را به سوی جزیره ساردنی ترک کردند. پس رسیدن به ساردنی و پیوستن نیروهای متحد لوئی، صلیبیون عازم تونس شدند و پس‌از دو ماه سفر دریایی، به سواحل قرطاجنه رسیدند و در خرابه شهر قدیمی کارتاژ مستقر شدند. در این زمان دولت حفصی که وارث خلافت موحدون بودند، در افریقیه بر سر قدرت بودند. شرایط سختی برای صلیبیون که در سواحل قرطاجنه مستقر بودند، رقم خورد. طی ماه‌های بعد اعلام جهاد علیه صلیبیون، شبیخون‌های حفصیان و بیماری در اردوگاه صلیبیون به وجود آمد و سرانجام با مرگ لوئی در ۲۵ اوت ۱۲۷۰ بر اثر بیماری، صلیبیون در شرایط سخت، مجبور به پیشنهاد صلح به محمد المستنسر، سلطان و خلیفه حفصی، شدند که پس از چند روز قرارداد صلح میان طرفین بسته شد و شرایط میان حفصیان و دول اروپایی به شرایط پیش از جنگ بازگشت.